# Piotr Grabowski (duchowny)
Piotr Grabowski, (ur. II poł. XVI w., zm. 1625) – polski duchowny, proboszcz parnawski, pisarz polityczny i ekonomiczny popierający merkantylizm.

## Życiorys
Był proboszczem w Parnawie (Inflanty), gdzie posiadał majętność ziemską. Według Kaspra Niesieckiego pochodził z rodziny szlacheckiej herbu Dołęga i tytułował się proboszczem poznańskim. Odbywał zagraniczne podróże.

## Twórczość

### Ważniejsze dzieła
- Zdanie syna koronnego o piąciu rzeczach Rzeczypospolitej Polskiej należących, 1595, (składa się z 5 rozpraw o osobnych kartach tytułowych); fragmenty przedr. M. Wiszniewski Historia literatury polskiej, t. 9, Kraków 1857, s. 346-360; całość wyd. K. J. Turowski, Kraków 1858, Biblioteka Polska, seria III, zeszyt 12; cz. 2 przedr.: J. Górski, E. Lipiński "Merkantylistyczna myśl ekonomiczna w Polsce XVI i XVII wieku. Wybór pism", Warszawa 1958, Historia Polskiej Myśli Społeczno-Ekonomicznej
- Polska niżna albo osada polska. delta.cbr.edu.pl. [zarchiwizowane z tego adresu (2015-06-24)]., 1596, przedr. K. J. Turowski, Kraków 1859, Biblioteka Polska, seria IV, zeszyt 3; fragmenty przedr.: J. Górski, E. Lipiński "Merkantylistyczna myśl ekonomiczna w Polsce XVI i XVII wieku. Wybór pism", Warszawa 1958, Historia Polskiej Myśli Społeczno-Ekonomicznej
- Akta konfederacjej wojska stołecznego in anno 1612, rękopis Biblioteka Jagiellońska

### Utwory o autorstwie niepewnym
- Zwierciadło Rzeczypospolitej Polskiej na początku r. 1598 wystawione, wyd. K. J. Turowski, Kraków 1859, Biblioteka Polska, seria IV, zeszyt 3; (autorstwo przypisał S. Tarnowski)
- O Żydach, utwór zaginiony, (autorstwo przypisał T. Czacki)
- O armatach, 1595, utwór zaginiony; niektórzy podają inny tytuł: "O annatach" lub "O annałach"; (autorstwo przypisał T. Czacki)